# Operaciones con polinomios
Dados los polinomios {\displaystyle \scriptstyle P(x),\ Q(x),\ R(x)}, de la forma general:

{\displaystyle P(x)=a_{0}+a_{1}x+a_{2}x^{2}+a_{3}x^{3}+\dots +a_{n}x^{n}\,}

o de forma compacta mediante el Sumatorio de los términos del polinomio:

{\displaystyle P(x)=\sum _{i=0}^{n}a_{i}x^{i}}

podemos definir como operaciones con polinomios las operaciones aritméticas o algebraicas, que partiendo de uno o más de esos polinomios nos da unos valores u otro polinomio, según la operación de que se trate.

## Valor numérico de un polinomio en un punto
Partiendo de un polinomio {\displaystyle \scriptstyle P(x)}, el cálculo del valor numérico que ese polinomio toma para un valor concreto de {\displaystyle \scriptstyle x}, {\displaystyle \scriptstyle x\ =\ b}, se obtiene sustituyendo la variable {\displaystyle x} del polinomio por el valor {\displaystyle b} y se realizan las operaciones. El resultado de {\displaystyle P(b)} es valor numérico del polinomio para {\displaystyle \scriptstyle x\ =\ b}. En el caso general:

{\displaystyle P(x)=a_{0}+a_{1}x^{1}+a_{2}x^{2}+\cdots +a_{n}x^{n}}

tomará un valor para {\displaystyle x=b}, de:

{\displaystyle P(b)=a_{0}+a_{1}b^{1}+a_{2}b^{2}+\cdots +a_{n}b^{n}}

- Ejemplo:

Dado el polinomio:
{\displaystyle P(x)=3x^{2}-4x+5\;}
su valor para {\displaystyle x=2} se obtiene directamente mediante la sustitución de la variable {\displaystyle x} por dicho valor:
{\displaystyle P(2)=3\cdot 2^{2}-4\cdot 2+5}
Con el resultado de:
{\displaystyle P(2)=9\;}
En el caso:
{\displaystyle P(x)=0\;}
la variable {\displaystyle x} es la raíz del polinomio y el lado izquierdo es la ecuación polinómica que en este ejemplo es una cuadrática.

## Igualdad de polinomios
Dados dos polinomios:

{\displaystyle P(x)=\sum _{i=0}^{n}a_{i}x^{i},\qquad Q(x)=\sum _{i=0}^{n}b_{i}x^{i}}

de grado n, se dice que son iguales si los coeficientes de los monomios de igual grado son iguales, esto es, si:
{\displaystyle \forall i\in \{0,\dots ,n\}:(a_{i}=b_{i})}
- Ejemplo:

{\displaystyle P(x)=5x^{3}-x^{2}+5x-4\,}
{\displaystyle Q(x)=5x-x^{2}-4+5x^{3}\,}
en este caso:
{\displaystyle P(x)=Q(x)\,}

## Polinomio opuesto
Dados dos polinomios:
{\displaystyle P(x)=\sum _{i=0}^{n}a_{i}x^{i}}
{\displaystyle Q(x)=\sum _{i=0}^{n}b_{i}x^{i}}
de grado n, se dice que son opuestos y se representa:
{\displaystyle P(x)=-Q(x)\,}
si los coeficientes de los monomios de igual grado son de distinto signo (opuestos), esto es:
{\displaystyle \forall _{i=0}^{n}{a_{i}}={-b_{i}}}
- Ejemplo:

Si, 
{\displaystyle P(x)=-3x^{4}+5x^{3}-10x^{2}+7x-6\,} y
{\displaystyle Q(x)=+3x^{4}-5x^{3}+10x^{2}-7x+6\,}
entonces los polinomios {\displaystyle P(x)} y {\displaystyle Q(x)} son opuestos.

## Suma de polinomios
La suma de polinomios es una operación en la que partiendo de dos polinomios {\displaystyle P(x)} y {\displaystyle Q(x)}, obtenemos un tercero {\displaystyle R(x)}, que es la suma de los dos anteriores, {\displaystyle R(x)} tiene por coeficiente de cada monomio el de la suma de los coeficientes de los monomios de {\displaystyle P(x)} y {\displaystyle Q(x)} del mismo grado.
Dados los dos polinomios {\displaystyle P(x)} y {\displaystyle Q(x)}:
{\displaystyle P(x)=\sum _{i=0}^{n}a_{i}x^{i}}
{\displaystyle Q(x)=\sum _{i=0}^{n}b_{i}x^{i}}
el polinomio suma {\displaystyle R(x)}, será:
{\displaystyle R(x)=P(x)+Q(x)\,}
que es lo mismo que:
{\displaystyle R(x)=\sum _{i=0}^{n}a_{i}x^{i}+\sum _{i=0}^{n}b_{i}x^{i}}
sacando factor común a las potencias de x en cada monomio:
{\displaystyle R(x)=\sum _{i=0}^{n}(a_{i}+b_{i})x^{i}}
- Ejemplo:

Escribiendo los polinomios de modo que los monomios de igual grado estén alineados verticalmente, la suma de los polinomios es el polinomio resultante de sumar las coeficientes de los monomios del mismo grado, como se ve en el ejemplo.
{\displaystyle {\begin{array}{rrrrrrrr}&3x^{6}&-2x^{5}&+8x^{4}&+8x^{3}&-3x^{2}&+7x&+1\\+&&+4x^{5}&+x^{4}&+9x^{3}&-12x^{2}&+6x&-5\\\hline &3x^{6}&+2x^{5}&+9x^{4}&+17x^{3}&-15x^{2}&+13x&-4\\\end{array}}}

## Multiplicación de polinomios

### Multiplicación de un polinomio
Partiendo de un polinomio {\displaystyle P(x)}, el producto de este polinomio por un escalar {\displaystyle k}, es un polinomio {\displaystyle kP(x)}, en el cual cada uno de los coeficientes que posee el polinomio se multiplica por el escalar {\displaystyle k}. Si el polinomio es: 
{\displaystyle P(x)=\sum _{i=0}^{n}a_{i}\,x^{i}}
Y lo multiplicamos por {\displaystyle k}, obtenemos:
{\displaystyle k\cdot P(x)=k\cdot \sum _{i=0}^{n}a_{i}\,x^{i}}
Dando lugar a:
{\displaystyle k\cdot P(x)=\sum _{i=0}^{n}k\cdot a_{i}\,x^{i}}
- Ejemplo:

Partiendo del polinomio:
{\displaystyle P(x)=2\,x^{4}+5\,x^{3}-6\,x^{2}+7\,x+1}
Lo multiplicamos por 3, 
{\displaystyle 3\cdot P(x)=3\cdot (2\,x^{4}+5\,x^{3}-6\,x^{2}+7\,x+1)}
Operando con los coeficientes:
{\displaystyle 3\cdot P(x)=(3\cdot 2)\,x^{4}+(3\cdot 5)\,x^{3}-(3\cdot 6)\,x^{2}+(3\cdot 7)\,x+(3\cdot 1)}
Y tenemos como resultado:
{\displaystyle 3\cdot P(x)=6\,x^{4}+15\,x^{3}-18\,x^{2}+21\,x+3}
esta operación también puede expresarse del siguiente modo:
{\displaystyle {\begin{array}{rrrrrrrr}&2x^{4}&+5x^{3}&-6x^{2}&+7x&+1\\\times &&&&&3\\\hline &6x^{4}&+15x^{3}&-18x^{2}&+21x&+3\end{array}}}
Que es la forma aritmética para hacer la operación.

### Multiplicación de un polinomio por un monomio
Partiendo de un polinomio {\displaystyle P(x)}, y un monomio {\displaystyle M(x)}, el producto {\displaystyle P(x)\cdot M(x)} es un polinomio que resulta de multiplicar los coeficientes del polinomio por el del monomio y sumar a los grados del polinomio el del monomio; veamos: si el polinomio es:
{\displaystyle P(x)=\sum _{i=0}^{n}a_{i}\,x^{i}}
y el monomio es:
{\displaystyle M(x)=b\,x^{j}}
el producto del polinomio por el monomio es:
{\displaystyle P(x)\cdot M(x)=\sum _{i=0}^{n}(a_{i}\,x^{i})\cdot b\,x^{j}}
Agrupando términos:
{\displaystyle P(x)\cdot M(x)=\sum _{i=0}^{n}(a_{i}\cdot b)\,(x^{i}\cdot x^{j})}
El producto de exponentes de la misma base, es la base elevada a la suma de los exponentes:
{\displaystyle P(x)\cdot M(x)=\sum _{i=0}^{n}(a_{i}\cdot b)\,x^{i+j}}
Que es el resultado del producto.
- Ejemplo:

Partiendo del polinomio:
{\displaystyle P(x)=5\,x^{5}+7\,x^{4}-5\,x^{3}+3\,x^{2}-8\,x+4}
y del monomio: 
{\displaystyle M(x)=3\,x^{2}}
La multiplicación es:
{\displaystyle P(x)\cdot M(x)=(5\,x^{5}+7\,x^{4}-5\,x^{3}+3\,x^{2}-8\,x+4)\cdot 3\,x^{2}}
aplicando la propiedad distributiva de la multiplicación:
{\displaystyle P(x)\cdot M(x)=(5\cdot 3)\,x^{5}\cdot x^{2}+(7\cdot 3)\,x^{4}\cdot x^{2}+(-5\cdot 3)\,x^{3}\cdot x^{2}+(3\cdot 3)\,x^{2}\cdot x^{2}+(-8\cdot 3)\,x\cdot x^{2}+(4\cdot 3)\cdot x^{2}}
realizando las operaciones:
{\displaystyle P(x)\cdot M(x)=15\,x^{7}+21\,x^{6}-15\,x^{5}+9\,x^{4}-24\,x^{3}+12\,x^{2}}
esta misma operación, se puede representar de esta forma:
{\displaystyle {\begin{array}{rrrrrrrrr}&5x^{5}&+7x^{4}&-5x^{3}&+3x^{2}&-8x&+4\\\times &&&&&&3x^{2}\\\hline &15x^{7}&+21x^{6}&-15x^{5}&+9x^{4}&-24x^{3}&+12x^{2}\end{array}}}
donde se multiplica cada uno de los monomios del polinomio {\displaystyle P(x)} por el monomio {\displaystyle M(x)}

### Multiplicación de dos polinomios
Dados dos polinomios {\displaystyle P(x)} de grado {\displaystyle n} y {\displaystyle Q(x)} de grado {\displaystyle m}, el producto de estos dos polinomios denotado por  {\displaystyle P(x)\cdot Q(x)} será un polinomio de grado {\displaystyle n+m}, así si:
{\displaystyle P(x)=\sum _{i=0}^{n}a_{i}x^{i}}
{\displaystyle Q(x)=\sum _{j=0}^{m}b_{j}x^{j}}
entonces:
{\displaystyle P(x)\cdot Q(x)={\Big (}\sum _{i=0}^{n}a_{i}x^{i}{\Big )}\cdot {\Big (}\sum _{j=0}^{m}b_{j}x^{j}{\Big )}}
aplicando la propiedad distributiva de la multiplicación:
{\displaystyle P(x)\cdot Q(x)=\sum _{i=0}^{n}\sum _{j=0}^{m}(a_{i}x^{i})\cdot (b_{j}x^{j})}
agrupando términos:
{\displaystyle P(x)\cdot Q(x)=\sum _{i=0}^{n}\sum _{j=0}^{m}a_{i}b_{j}x^{i}x^{j}}
operando potencias de la misma base:
{\displaystyle P(x)\cdot Q(x)=\sum _{i=0}^{n}\sum _{j=0}^{m}a_{i}b_{j}x^{i+j}}
El doble sumatorio anterior puede re ordenarse en la siguiente forma:

{\displaystyle P(x)\cdot Q(x)=\sum _{k=0}^{m+n}\left(\sum _{p=0}^{k}a_{p}b_{k-p}\right)x^{k}}

- Ejemplo:

vamos a multiplicar los polinomios:
{\displaystyle P(x)=-2\,x^{3}+5\,x^{2}+6\,x-3}
{\displaystyle Q(x)=3\,x^{2}+x-4}
el producto de los polinomios P(x) * Q(x):

{\displaystyle {\begin{array}{rrrrrrrr}&&-2x^{3}&+5x^{2}&+6x&-3\\&&\times &3x^{2}&+x&-4\\\hline \end{array}}}

lo realizaremos paso a paso, multiplicando P(x) por cada uno de los monomios de Q(X), sumando después el resultado, así en primer lugar haremos la multiplicación:
{\displaystyle P(x)\cdot (-4)=(-2\,x^{3}+5\,x^{2}+6\,x-3)\cdot (-4)}
que resulta:

{\displaystyle {\begin{array}{rrrrrrrr}&&-2x^{3}&+5x^{2}&+6x&-3\\&&\times &3x^{2}&+x&-4\\\hline &&8x^{3}&-20x^{2}&-24x&+12\\\end{array}}}

ahora multiplicamos P(x) por el segundo monomio de Q(x), x:
{\displaystyle P(x)\cdot x=(-2\,x^{3}+5\,x^{2}+6\,x-3)\cdot x}
al realizar la operación se colocan los resultados alineados verticalmente según las potencias de x, del siguiente modo:

{\displaystyle {\begin{array}{rrrrrrrr}&&-2x^{3}&+5x^{2}&+6x&-3\\&&\times &3x^{2}&+x&-4\\\hline &&8x^{3}&-20x^{2}&-24x&+12\\&-2x^{4}&+5x^{3}&+6x^{2}&-3x&\\\end{array}}}

hacemos lo mismo con el tercer monomio de Q(x): 
{\displaystyle P(x)\cdot 3\,x^{2}=(-2\,x^{3}+5\,x^{2}+6\,x-3)\cdot 3\,x^{2}}
lo que resulta:

{\displaystyle {\begin{array}{rrrrrrrr}&&-2x^{3}&+5x^{2}&+6x&-3\\&&\times &3x^{2}&+x&-4\\\hline &&8x^{3}&-20x^{2}&-24x&+12\\&-2x^{4}&+5x^{3}&+6x^{2}&-3x&\\-6x^{5}&+15x^{4}&+18x^{3}&-9x^{2}&&\\\end{array}}}

hechas ya las multiplicaciones de P(x) por cada uno de los monomios de Q(x), hacemos la suma de los productos parciales, según las distintas potencias de x, con lo que obtenemos el resultado:

{\displaystyle {\begin{array}{rrrrrrrr}&&-2x^{3}&+5x^{2}&+6x&-3\\&&\times &3x^{2}&+x&-4\\\hline &&8x^{3}&-20x^{2}&-24x&+12\\&-2x^{4}&+5x^{3}&+6x^{2}&-3x&\\-6x^{5}&+15x^{4}&+18x^{3}&-9x^{2}&&\\\hline -6x^{5}&+13x^{4}&+31x^{3}&-23x^{2}&-27x&+12\end{array}}}

este polinomio de 5º grado es el producto de P(x) de 3º grado y Q(x) de 2º grado.

## División de polinomios
La división de polinomios tiene las mismas partes que la división aritmética, así hay dos polinomios P(x) (dividendo) y Q(x) (divisor) de modo que el grado de P(x) sea mayor que el grado de Q(x) y el grado de Q(x) sea mayor o igual a cero, siempre hallaremos dos polinomios C(x) (cociente) y R(x) (resto) que podemos representar:
| {\displaystyle P(x)\,} |  | {\displaystyle Q(x)\,} |
| {\displaystyle R(x)\,} |  | {\displaystyle C(x)\,} |
tal que:
{\displaystyle P(x)=Q(x)\cdot C(x)+R(x)\,}
dividendo = divisor × cociente + resto
El grado de C(x) está determinado por la diferencia entre los grados de P(x) y Q(x), mientras que el grado de R(x) será, como máximo, un grado menor que Q(x).
- ejemplo:

veamos un ejemplo para:
{\displaystyle P(x)=3\,x^{4}-2\,x^{3}+4\,x^{2}+2\,x-3\;}
{\displaystyle Q(x)=x^{2}-2\,x-1\;}
que para la realización de la división representamos:
{\displaystyle {\begin{array}{rl}{\begin{array}{rrrrr}3x^{4}&-2x^{3}&+4x^{2}&+2x&-3\\\end{array}}&{\begin{array}{|rrr}x^{2}&-2x&-1\\\hline \end{array}}\end{array}}}

como resultado de la división finalizada:
{\displaystyle {\begin{array}{rl}{\begin{array}{rrrrr}3x^{4}&-2x^{3}&+4x^{2}&+2x&-3\\-3x^{4}&+6x^{3}&+3x^{2}&&\\\hline 0&4x^{3}&+7x^{2}&+2x&-3\\&-4x^{3}&+8x^{2}&+4x&\\\hline &0&15x^{2}&+6x&-3\\&&-15x^{2}&+30x&+15\\\hline &&&+36x&+12\end{array}}&{\begin{array}{|rrr}x^{2}&-2x&-1\\\hline 3x^{2}&+4x&+15\\\,\\\,\\\,\\\,\\\,\end{array}}\end{array}}}
Teorema del resto: El resto {\displaystyle R} de la división de un polinomio {\displaystyle P(x)} por un binomio de forma {\displaystyle (x+a)} es el valor numérico del polinomio dividendo, sustituyendo "x" por el opuesto de "a" (es decir, por {\displaystyle -a}). Formalmente puede expresarse como:
{\displaystyle R=P(-a)\;}
Por ejemplo, si 
{\displaystyle P(x)=3x^{4}-5x^{2}+3x-20\,}
y el binomio divisor es
{\displaystyle (x-2)\,}
entonces el resto será{\displaystyle P(2)\,}, y se obtiene el resto:
{\displaystyle P(2)=3\times 16-5\times 4+3\times 2-20=14\,}
Cuando el resto sea igual a cero diremos que el dividendo es divisible por el divisor, es decir, que la división es exacta.

### Divisiones sintéticas
Para obtener el cociente y residuo de una división de un polinomio entero en x entre un binomio de la forma x+a, sin efectuar directamente la operación completa, se emplea el método de Divisiones sintéticas, también conocido como regla de Ruffini.

## Factorización de un polinomio
Una factorización de un polinomio de grado n es un producto de como mucho {\displaystyle \scriptstyle m\leq n} factores o polinomios de grado {\displaystyle \scriptstyle n_{k}\leq n} con {\displaystyle \scriptstyle 1\leq k\leq m}. Así por ejemplo el polinomio P(x) de grado 5 se puede factorizar como producto de un polinomio de grado 3 y un polinomio de grado 2:

{\displaystyle P(x)=x^{5}-x^{3}+69x^{2}-20x+16=(x^{3}+4x^{2}-x+1)(x^{2}-4x+16)\,}

Cada uno de los polinomios de grado menor que intervienen en una factorización se llama factor. Una propiedad importante de la factorización es que la suma de grados de los factores es igual al grado del polinomio original (en el caso anterior 2+3 = 5), y por tanto se tiene la siguiente relación:

{\displaystyle P(x)=Q(x)R(x)\quad \Rightarrow \quad {\mbox{gr}}(P)={\mbox{gr}}(Q)+{\mbox{gr}}(R)}

Dado un polinomio existen muchas formas de descomponerlo en factores, y normalmente se busca una factorización con factores del grado menor posible, llamados factores primos o polinomios irreducibles.

### Monomios y polinomios irreducibles
Un polinomio se llama [completamente] descomponible si puede ser expresado como un producto de factores de grado 1 o monomios. Un polinomio será descomponible si tiene el suficiente número de raíces. Recuérdese que un número a es raíz de un polinomio {\displaystyle \scriptstyle P(x)} si {\displaystyle \scriptstyle P(a)=0}, es decir, si el valor numérico del polinomio para {\displaystyle \scriptstyle x=a} es cero. Se suele decir, también, que el polinomio {\displaystyle \scriptstyle P(x)} se anula para x = a. Por el teorema del resto, si {\displaystyle \scriptstyle a} es una raíz del polinomio {\displaystyle \scriptstyle P[x]}, entonces {\displaystyle P(x)\,} es divisible por {\displaystyle x-a\,}, pues el resto de dividir {\displaystyle \scriptstyle P[x]} entre {\displaystyle \scriptstyle x-a} es cero. A cada uno de esos valores se los suele designar {\displaystyle \scriptstyle x_{1},x_{2},x_{3}}, etc:

{\displaystyle P(x)=a_{0}x^{n}-a_{1}x^{n-1}+\dots +a_{n}\,}
{\displaystyle P(x)=a_{0}(x-x_{1})(x-x_{2})\dots (x-x_{n})\,}

La factorización sobre de un polinomio de grado n cuyos coeficientes están definidos sobre un cuerpo es trivial, si el polinomio admite {\displaystyle \scriptstyle k=n} raíces (contando multiplicidad), entonces se puede escribir exactamente como el producto de n factores, si el número de raíces en el cuerpo es {\displaystyle \scriptstyle k<n}, entonces el número de factores será k+1, por ejemplo el polinomio de coeficientes racionales:

{\displaystyle P(x)=x^{4}+2x^{3}-5x^{2}-4x+6=(x^{2}-2)(x+3)(x-1)\,}

Cuyas dos únicas raíces racionales son {\displaystyle \scriptstyle x=1} y {\displaystyle \scriptstyle x=-3}. En cambio el mismo polinomio anterior pero considerado sobre los números reales descompone completamente ya que además se tienen dos raíces irracionales:

{\displaystyle P(x)=x^{4}+2x^{3}-5x^{2}-4x+6=(x-{\sqrt {2}})(x+{\sqrt {2}})(x+3)(x-1)\,}

### Factorización de polinomios de coeficientes enteros
Para polinomios cuyos coeficientes están definidos sobre un anillo las cosas son más complicadas, y la existencia de raíces dependerá del número de divisores enteros que tenga el término independiente. Habitualmente, para reconocer las raíces enteras de un polinomio con coeficientes enteros se tiene en cuenta que éstas han de ser divisores del término independiente. Así, las raíces enteras del polinomio 

{\displaystyle P(x)=x^{4}-6x^{3}+9x^{2}+4x-12\;}

están entre los divisores de 12. Por tanto, pueden ser raíces de P(x) los números 1, –1, 2, –2, 3, –3, 4, –4, 6,– 6, 12 y – 12. Para descomponerlo en factores se prueba sucesivamente por todas ellas aplicando la regla de Ruffini. Para no trabajar de más se aplica el teorema del resto verificando cual de estos valores da como resto cero.

{\displaystyle P(x)=x^{4}-6x^{3}+9x^{2}+4x-12\,}
{\displaystyle P(1)=1^{4}-6\times 1^{3}+9\times 1^{2}+4\times 1-12\,}

Puesto que el resto, – 4, es distinto de 0, se concluye que P(x) no es divisible por x – 1, o lo que es lo mismo, 1 no es raíz de P(x). Probando con –1:
{\displaystyle P(-1)=(-1)^{4}-6\times (-1)^{3}+9\times (-1)^{2}+4\times (-1)-12\,}
–1 es raíz de P(x), es decir, P(x) es divisible por x + 1:
{\displaystyle P(x)=(x+1)(x^{3}-7x^{2}+16x-12)\,}
Para hallar más raíces de P(x), se obtienen las raíces de {\displaystyle P_{1}(x)=(x^{3}-7x^{2}+16x-12)\,}. Se prueba de nuevo con – 1:
{\displaystyle P_{1}(-1)=(-1)^{3}-7(-1)^{2}+16(-1)-12\,}
– 1 no es raíz de {\displaystyle P_{1}(x)\,}. Probando con 2:
{\displaystyle P_{1}(2)=2^{3}-72^{2}+16\times 2-12\,}
2 es raíz de {\displaystyle P_{1}(x)\,} y, por tanto, de {\displaystyle P(x)\,}:
{\displaystyle P(x)=(x+1)(x-2)(x^{2}-5x+6)\,}
Apliquemos cuadrática
{\displaystyle P(x)=(x+1)(x-2)(x-2)(x-3)\,}
2 es nuevamente raíz de P(x). Es una raíz doble. Ahora ya se ha conseguido la  factorizar  completa de P(x):
{\displaystyle P(x)=(x+1)(x-2)^{2}(x-3)\,}
En caso de una ecuación polinómica, lo conveniente es: igualar a cero,  factorizar para hallar los resultados buscados de x.
El conjunto de polinomios de una variable cuyos coeficientes son números o elementos de un cuerpo matemático {\displaystyle \scriptstyle \mathbb {K} } es un anillo designado como {\displaystyle \scriptstyle \mathbb {K} [X]}. Si el cuerpo incluye a los números enteros entonces el anillo de polinomios es un anillo de factorización única y cualquier polinomio mónico tendrá una factorización única en polinomios irreducibles. bts paved the wall for all